# 1601
1601 (MDCI) a fost un an comun al calendarului gregorian, care a început într-o zi de luni.

## Evenimente
- 1 ianuarie: Prima zi a secolului al XVII-lea.
- 3 august: Mihai Viteazul îl înfrânge pe Sigismund Bathory la Guruslău.
- 9 august: Mihai Viteazul este asasinat pe câmpia Turzii (la 3 km sud de Turda), din ordinul generalului italian Giorgio Basta.

## Nașteri
- 8 ianuarie: Baltasar Gracián, călugăr iezuit, erudit, gânditor stoic, moralist și prozator spaniol din perioada epocii de aur a barocului (d. 1658)
- 7 martie: Johann Michael Moscherosch, scriitor și om de stat german.
- 2 mai: Athanasius Kircher, om de știință german, membru al Ordinului iezuit (d. 1680)
- 17 august: Pierre de Fermat, matematician francez (d. 1665)
- 13 septembrie: Jan Brueghel cel Tânăr, pictor flamand (d. 1678)
- 22 septembrie: Ana de Austria, soția lui Ludovic al XIII-lea al Franței (d. 1666)
- 27 septembrie: Ludovic al XIII-lea al Franței, rege al Franței și Navarrei (d. 1643)
- 25 decembrie: Ernest I, Duce de Saxa-Gotha (d. 1675)

## Decese
- 29 ianuarie: Louise de Lorraine-Vandémont, 47 ani, soția regelui Henric al III-lea al Franței (n. 1553)
- 9 august: Mihai Viteazul, 42 ani, întâiul domnitor român al celor trei țări române, Țara Românească, Transilvania și Moldova, care au devenit unite sub sceptrul său domnesc pentru prima dată în istoria românilor (n. 1558)
- 24 octombrie: Tycho Brahe, 54 ani, astronom și matematician danez (n. 1546)